# Джони Леони
Джони Леони е швейцарски футболист.

## Национален отбор
Записал е и 1 мача за националния отбор на Швейцария.
| Швейцария | Швейцария | Швейцария |
| Година    | Мачове    | Голове    |
| --------- | --------- | --------- |
| 2011      | 1         | 0         |
| Общо      | 1         | 0         |